# Michael Joseph Kelly
Michael Joseph Kelly FRS, novozelandsko-britanski fizik in akademik, * 14. maj 1949, New Plymouth.

## Nagrade
- Hughesova medalja (2006)